# Открытый патент
Открытый патент (англ. open patent), также называемый патентлефт (англ. patentleft) или копилефт-лицензия на патент (англ. copyleft-style patent license) — патент (в частности, биологический патент), распространяющийся на условиях безвозмездного использования при условии, что производные будут распространяться на тех же условиях. Патентлефт-лицензиаты стремятся достичь непрерывного роста количества технологий в общественном достоянии, из-за чего и они, и остальные будут в выигрыше.
Открытые патенты являются аналогом копилефта, практики, которая позволяет распространение охраняемого авторским правом произведения и создания производных, но только при распространении производных на тех же условиях.

## Использование открытых патентов
Biological Innovation for Open Society (BIOS) использует патентлефт для поощрения участия в разработке их технологии. BIOS владеет запатентованной технологией переноса генов растений и распространяет эту технологию под такими условиями, что если держатель лицензии улучшает инструмент переноса генов, то его улучшения должны стать доступны для всех держателей лицензии.
12 октября 2001 года Фонд свободного программного обеспечения и Finite State Machine Labs Inc. (FMSLabs) анонсировали GPL-совместимую патентлефт лицензию для патента на ПО США № 5995745, принадлежащего FMSLabs. Лицензия, названная Open RTLinux Patent License, версия 2, предусматривает использование этого патента в соответствии с GPL.

## Пример
Иван имеет патент и лицензирует его под патентлефт лицензией.
Василий использует два своих патента в своем продукте и хочет использовать также и патент Ивана. Василий также хочет собирать роялти со своих двух патентов. Он решает использовать патент Ивана, но теперь он должен лицензировать свои патенты на тех же условиях, что и Иван.
Алексей имеет три своих патента в своем продукте и хочет использовать ещё и два патента Василия, но не хочет использовать патент Ивана. Алексей также хочет собирать роялти со своих трех патентов. Он решает использовать патенты Василия, но теперь он должен лицензировать свои патенты на тех же условиях, что и Иван.